# Kwiecień 2020

## 30 kwietnia
- Pandemia COVID-19: Rosyjski premier Michaił Miszustin powiadomił, że zdiagnozowano u niego koronawirusa. Tym samym stał się drugim prezesem rady ministrów na świecie (po premierze brytyjskim Borisie Johnsonie, u którego potwierdzono patogen)[1].

## 29 kwietnia
- Zmarł Giacomo dalla Torre del Tempio di Sanguinetto 80. Wielki Mistrz Zakonu Maltańskiego w latach 2018–2020[2].

## 27 kwietnia
- Pandemia COVID-19: Według stanu na 27 kwietnia liczba potwierdzonych zachorowań na całym świecie to ponad 3 miliony osób, zaś liczba zgonów przekroczyła 200 tysięcy[3][4].

## 19 kwietnia
- Ponad 20 osób (w tym sprawca Gabriel Wortman) zginęło w serii strzelanin, które miały miejsce w kanadyjskiej prowincji Nowa Szkocja[5].

## 18 kwietnia
- Pandemia COVID-19: Według stanu na 18 kwietnia liczba potwierdzonych zachorowań na całym świecie to ponad 2,3 miliona osób, zaś liczba zgonów przekroczyła 150 tysięcy[6].

## 13 kwietnia
- Polska Grupa Lotnicza oświadczyła, że odstępuje od transakcji zakupu linii lotniczych Condor Flugdienst[7].

## 10 kwietnia
- Liczba ofiar pandemii zakaźnej choroby COVID-19, wywoływanej przez koronawirusa SARS-CoV-2 przekroczyła 100 000[8][3].

## 8 kwietnia
- Zmarł Andrzej Adamiak, polski wokalista i lider zespołu Rezerwat[9].

## 7 kwietnia
- Zmarł Wiktor Bater, polski dziennikarz, korespondent polskich mediów w Rosji[10].
- O 20:00 Księżyc w perygeum[11] (Superksiężyc, „różowy Księżyc”[12]).
- Australijski Sąd Najwyższy jednomyślnie uchylił wyrok, uniewinnił z zarzutów molestowania seksualnego, jakiego miał dokonać na dwóch nastoletnich chórzystach i nakazał uwolnienie z więzienia kard. George Pella. Przebywał on od 13-mięsiecy w więzieniu o zaostrzonym rygorze[13].

## 6 kwietnia
- Pandemia COVID-19: Premier Wielkiej Brytanii Boris Johnson trafił na oddział intensywnej terapii z powodu zaostrzenia przebiegu choroby wywołanej zarażeniem przez wirus SARS-CoV-2[14].

## 4 kwietnia
- Nowym przewodniczącym brytyjskiej Partii Pracy został Keir Starmer[15].